# Märkische Volksstimme
Die Märkische Volksstimme war eine Tageszeitung der SED in Potsdam von 1946 bis 1990.

## Geschichte

### Vorgängerzeitungen
Von 1890 bis 1933 hatte es eine SPD-Zeitung Märkische Volksstimme gegeben, die aber wahrscheinlich nur im Regierungsbezirk Frankfurt erschien.
Seit 1945 gab es in Potsdam die Parteizeitungen „Volkswille“ (KPD) und „Der Märker“ (SPD). Diese wurden im April 1946 zusammengelegt.

### SED-Zeitung
Am 18. April 1946 erschien erstmals die neue Märkische Volksstimme als „Organ der SED“ für die ehemaligen Regierungsbezirke Potsdam und Frankfurt. Sie erschien im „Berliner Format“ und kostete 15 Pfennig. Die Redaktion befand sich anfangs in der Schopenhauerstraße 26.  Seit 1952 war die Zeitung nur noch für den neuen Bezirk Potsdam zuständig, in Frankfurt (Oder) gab es seitdem den Neuen Tag.
Ihren lokalen Charakter unterstrich die Märkische Volksstimme mit ihren Seiten „Quer durch die Provinz“ in der „Allgemeinen Ausgabe für die Mark Brandenburg“ und durch die „Ausgabe Groß-Potsdam“.

### Nachfolgerzeitung
Am 3. Oktober 1990 benannte sie sich in Märkische Allgemeine (MAZ) um. Diese besteht bis in die Gegenwart.

## Persönlichkeiten
Chefredakteure
| Zeitraum  | Name                                     |
| --------- | ---------------------------------------- |
| 1946–1949 | Walter Franze & Ernst Berends (bis 1948) |
| 1949      | Alfred Sicker                            |
| 1949–1954 | Arno Mielatz                             |
| 1954–1956 |                                          |
| 1956–1958 | Hans-Werner Ortmann                      |
| 1958–1963 | Hans-Joachim Pommert                     |
| 1963–1974 | Willi Siebenmorgen                       |
| 1974–1979 | Peter Trommer                            |
| 1979–1980 |                                          |
| 1980–1987 | Peter Trommer                            |
| 1987–1989 | Werner Schubert                          |